# المغطس
المغطس هو المكان الذي تعمد به يسوع على يد يوحنا المعمدان حسب المعتقدات المسيحية. بيت عنيا حيث كان يوحنا المعمدان يبشر ويعمد في الفترة الأولى من بشارته. وقد تم الكشف عن هذه المعلومات على اثر الحفريات الأثرية التي تمت على امتداد «وادي الخرار» منذ عام 1996. أن الأدلة الواردة في النص الإنجيلي، وكتابات المؤرخين البيزنطيين ومؤرخي العصور الوسطى، وكذلك الحفريات الأثرية التي أجريت مؤخراً، تبين أن الموقع الذي كان يوحنا المعمدان يبشر ويعمد فيه، بما في ذلك اعتماد يسوع المسيح على يد يوحنا المعمدان، يقع شرقي نهر الأردن في الأرض المعروفة اليوم باسم المملكة الأردنية الهاشمية. يتحدث إنجيل يوحنا (28:1) عن «بيت عنيا عبر الأردن حيث كان يوحنا المعمدان يعمد» ويشار هنا إلى عبارة «عبر الأردن» إلى الضفة الشرقية من النهر. وفي إشارة لاحقة إلى نفس الموقع على الضفة الشرقية يقول إنجيل يوحنا (40:10) أن يسوع المسيح قد سافر أيضاً عبر الأردن حيث كان يوحنا المعمدان يعمد في البداية وذهب مرة أخرى إلى نفس المكان وأقام هناك. وخلال الحفريات الأخيرة التي جرت في الأردن في عام 1997، تم العثور على سلسلة من المواقع القديمة المرتبطة بالموقع الذي كان يعمد فيه يوحنا المعمدان والذي تعمد فيه يسوع المسيح. وتقع سلسلة المواقع هذه على امتداد وادي الخرار، شرقي نهر الأردن. تم اكتشاف ديراً بيزنطياً في موقع تل الخرار والمشار اليه باسم «بيت عنيا عبر الأردن» ويقع هذا الموقع على بعد حوالي كيلومترين (2.1) ميل) شرقي نهر الأردن في بداية وادي الخرار. وهناك عدة ينابيع طبيعية تشكل بركاً يبدأ منها تدفق الماء إلى وادي الخرار، وتصب في النهاية في نهر الأردن. وكذلك واحة رعوية تقع في بداية وادي الخرار وموقع تل الخرار.
يوجد ثلاث برك في تل الخرار، وتقع البركة الأولى في المنحدر الغربي السفلي للتل، وهي تعود للعهد الروماني، أي ما بين القرنين الثالث والرابع بعد الميلاد. أما البركتان الاخريتان، فهما يقعان على قمة الطرف الشمالي لتل الخرار. والبركة الجنوبية مستطيلة الشكل ولها درج داخلي على الجهة الشرقية وأربع درجات تمتد على امتداد عرض البركة، ويمكن مشاهدة ذلك بوضوح. ويستطيع الحجاج النزول إلى البركة من اجل أن يتعمدوا.
هنالك بركتان مربعتان تعودان إلى نفس الفترة الرومانية. وقد أضيفت الحجارة المربعة المنحوتة إلى الزاوية الجنوبية الغربية للبركة الشمالية الغربية من فترات لاحقة. وربما كانت تستعمل كدرج للنزول إلى البركة. ويصل الماء إلى البرك بواسطة اقنيه مغطاة بالقناطر.
إن الموقع الاستراتيجي بين القدس وطريق الملك السريع واضح بالفعل من تقرير سفر يشوع عن الإسرائيليين الذين يعبرون الأردن هناك. جبل مار الياس معروف تقليدياً كموقع لصعود النبي إيليا إلى السماء. تم التخلي عن المنطقة الكاملة بعد حرب الأيام الستة عام 1967، عندما أصبح كلا من ضفاف الأردن جزءًا من خط المواجهة. وكانت المنطقة ملغومة بكثافة آنذاك.
بعد توقيع معاهدة السلام بين إسرائيل والأردن في عام 1994، تم إزالة الألغام من المنطقة قريبا بعد مبادرة من الملوك الأردنيين، وتحديدا الأمير غازي. وقد شهد الموقع بعد ذلك العديد من الحفريات الأثرية، وأربع زيارات بابوية وزيارات الدولة، ويُعتبرالموقع نقطة جذب للسياح وموقع حج مسيحي. في عام 2015، تم تصنيف الموقع كموقع للتراث العالمي من قبل اليونسكو، باستثناء الجانب الغربي من النهر. زار الموقع حوالي 81,000 شخص في عام 2016، معظمهم من السياح الأوروبيين والأمريكيين والعرب.
الآلاف يتدفقون على الموقع في 6 يناير للاحتفال ب «عيد الغطاس» وهو يوم يحتفل فيه المسيحيين بوحي الله المتجسد في يسوع المسيح.

## أهمية دينية

### عبور الإسرائيليين للأردن
وفقاً للكتاب المقدس العبري (التوراة)، أمر يشوع بني إسرائيل بكيفية عبور الأردن من خلال اتباع الكهنة الذين كانوا يحملون تابوت العهد عبر النهر، مما جعل مياهه تتوقف عن تدفقهم (يشوع 3: 14-17). عرفت التقاليد القديمة المغطس، المعروف في العصور القديمة باسم الرهان - الأبرة أو بيت العبور، «بيت المعبر» (انظر خريطة مادبا)، كمكان عبر فيه شعب إسرائيل والنبي إيليا فيما بعد نهر الأردن ودخل أرض الميعاد.

### النبي إيليا (إلياس)
كما وصف الكتاب المقدس العبري (التوراة) كيف أن النبي إيليا (إلياس)، يرافقه النبي إليشع، أوقف مياه الأردن، وعبر إلى الجانب الشرقي، ثم صعد بزوبعة إلى السماء. قام إليشع، وريثه الآن، بفصل المياه مرة أخرى وعبر إلى الخلف (الملوك الثاني، 2: 8-14). عرف تقليد يهودي قديم موقع العبور بنفس الموقع الذي استخدمه يشوع، وبالتالي مع المغطس، وموقع صعود إيليا مع تل الخرار، المعروف أيضاً بجبل مار الياس، تلة النبي إيليا.

### معمودية يسوع المسيح
عَمَّد القديس يوحنا في الينابيع على الأقل بقدر ما فعل في نهر الأردن الأكثر خطورة. المثال الملموس على ذلك هو «أيون بالقرب من سليم» من يوحنا 3: 23، في المغطس يوجد جدول قصير (وادي الخرار) الذي يتدفق إلى الأردن، ويرتبط بأنشطة المعمودية من يوحنا المعمدان.

### التاريخية
تقول صحيفة واشنطن بوست: «لا يوجد دليل أثري على أن يسوع قد تعمد في هذه المياه». ومع ذلك، فإن الجانب الشرقي من منطقة المعمودية التقليدية في المغطس قد قُبل من قبل مختلف الطوائف المسيحية كموقع أصيل لمعمودية يسوع.
المجلس الدولي للمعالم والمواقع- ICOMOS في نظرها في «المغطس» كموقع للتراث العالمي لليونسكو يلاحظ أن المواقع المرتبطة تاريخيا بمعمودية يسوع موجودة أيضا على الضفة الغربية عبر النهر وتنصح بأن تحقيقها في موقع المغطس للاعتراف به كمركز تراث عالمي لا يثبت دون شك أن الهياكل الأثرية هناك تتعلق بالفعل تاريخيا بمعمودية يسوع وتلاحظ كذلك أن المواقع الأخرى على طول نهر الأردن قدم تاريخيا مطالبات مماثلة.
يُظهر الموقع الرسمي لموقع المعمودية 13 شهادة مصادقة من ممثلي الطوائف الدولية الكبرى.

## التاريخ وعلم الآثار

### ما قبل الرومان
اكتشفت الحفريات الأثرية آثار استنتجت منها دليل على أن هذا الموقع استقر لأول مرة من قبل مجموعة صغيرة من المزارعين خلال العصر الحجري القديم، حوالي 3500 قبل الميلاد. هناك علامات أخرى على استيطان من الفترة الهلنستية.

### الفترات الرومانية والبيزنطية

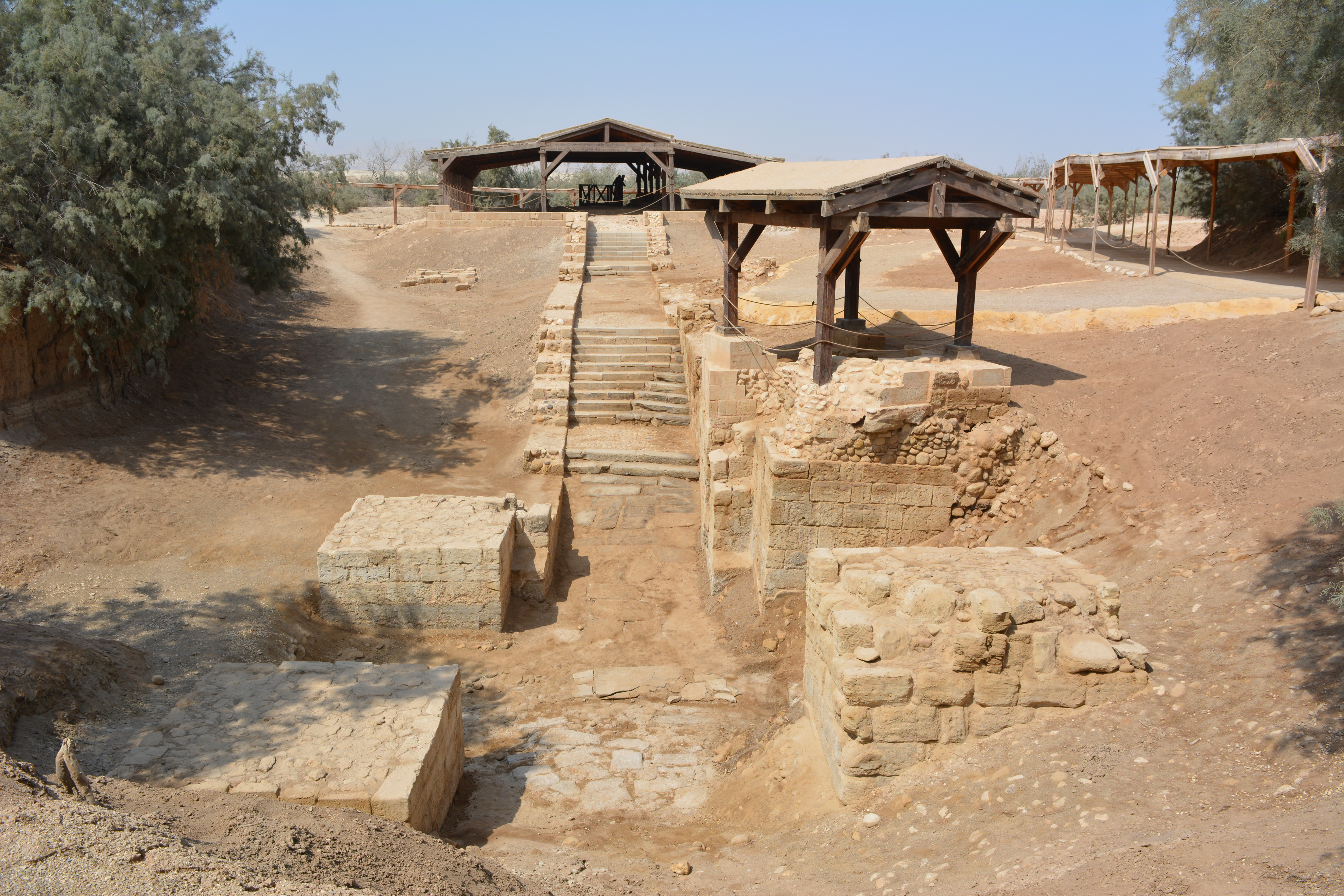
بركة المعمودية في المغطس

يحتوي الموقع على مباني مع كلا الجانبين اليهودي والمسيحي؛ ميكفاه اليهودية (طقوس للحمام) تشبه برك فترة الهيكل الثاني من قمران، وبعد ذلك من الاستخدام المسيحي، مع برك كبيرة للمعمودية، وربط كل من العادات.
ربما في القرنين الثاني والثالث، وبالتأكيد بدءاً من القرنين الخامس والسادس، تم بناء الهياكل الدينية المسيحية في «تل الخرّار». يجب أن نتذكر أنه في القرنين الأول والرابع من العصر المسيحي، كانت المسيحية في كثير من الأحيان مضطهدة من قبل الدولة الرومانية، وفقط بعد أن أصبحت متسامحة أولاً ومن ثم دين الدولة من الرومان، أو الآن ما يسمى الإمبراطورية البيزنطية، وأصبحت العبادة المسيحية المفتوحة ممكنة في ذلك الوقت.
كما أثبتت الحفريات الأثرية أن تلة تل الخرار، المعروفة باسم تلة إيليا، تم تبجيلها باعتبارها البقعة التي صعد منها النبي إيليا إلى السماء. في القرن الخامس، في إحياء الذكرى، تم إنشاء دير بيزنطي هنا. وقد سماه علماء الآثار «دير ريتوريوس» على اسم نقش فسيفساء بيزنطي.
أقام الإمبراطور البيزنطي أنستاسيوس بين عامي 491-518، على الضفتي الشرقي لنهر الأردن أول كنيسة مخصصة ليوحنا المعمدان. ومع ذلك، بسبب اثنين من أحداث الفيضانات والزلازل دُمرت الكنيسة. أعيد بناءها ثلاث مرات، حتى انهارت، جنبا إلى جنب مع الكنيسة بنيت على الأرصفة بسبب فيضان كبير حدث في القرن السادس أو السابع.
وقد تغيرت مواقع الحج خلال التاريخ حيث أشارت الإكتشافات الأثرية المسيحية الرئيسية من العصر البيزنطي وربما الروماني إلى أن موقع الحج المسيحي الأساسي كان على الضفة الشرقية، ولكن مع بداية القرن السادس انتقل التركيز إلى الضفة الغربية لسهولة الوصول له أكثر من النهر.
خلال الفترة البيزنطية كان الموقع مركزا للحج الشعبي، وقد وضع الدمار الفارسي الذي لحق عام 614، وفيضانات الأنهار، والزلازل، واختراق المسلمين، حداً لنشاط البناء البيزنطي على الضفة الشرقية لنهر الأردن، ولا سيما في منطقة وادي الخرّار.

### الفترة الإسلامية المبكرة
وضع الفتح الإسلامي حداً لنشاط البناء البيزنطي على الضفة الشرقية لنهر الأردن، ولكن العديد من الهياكل البيزنطية ظلت مستخدمة خلال الفترة الإسلامية المبكرة. مع مرور الوقت كانت طقوس العبادة تتم في قصر اليهود عبر النهر على الجانب الغربي، بعد عام 670 م انتقلت احتفالات المعمودية إلى موقع آخر على الضفة الغربية من النهر.

### العصور المملوكية والعثمانية
أعيد بناء الهياكل عدة مرات ولكن تم هجرها بحلول نهاية القرن الخامس عشر.
في القرن الثالث عشر تم بناء دير أرثوذكسي على بقايا دير بيزنطي سابق، ولكن كم من الوقت استمر لم يعرف. ومع ذلك، تراجع الحج إلى الموقع، ووفقا لأحد الحجاج كان الموقع في حالة خراب في عام 1484. من القرن الخامس عشر إلى القرن التاسع عشر، لم يكن هناك أي زيارات للحجاج إلى الموقع. تم بناء كنيسة صغيرة مخصصة لسانت ماري من مصر وناسك من العصر البيزنطي، خلال القرن التاسع عشر، تدمرت في زلزال عام 1927.
في أوائل القرن العشرين استوطن المجتمع الزراعي في المنطقة الواقعة شرق نهر الأردن.

### إعادة الإكتشاف بعد عام 1994 والسياحة
نتيجة لحرب الأيام الستة في عام 1967، أصبح النهر خط وقف إطلاق النار وأصبح كلا الضفتين عسكريتين ولا يمكن للحجاج الوصول إليهما. بعد عام 1982، وبينما كان قصر اليوهود لا يزال خارج الحدود، مكنت إسرائيل من طقوس التعميد المسيحي في موقع ياردنيت إلى الشمال. بعد معاهدة السلام بين إسرائيل والأردن في عام 1994 تم ترميم الوصول إلى المغطس بعد أن قام الأمير غازي أمير الأردن، الذي يهتم اهتماماً كبيراً بالتاريخ الديني، بزيارة المنطقة برفقة عالم آثار فرنسيسكاني أقنعه بأن ينظر إلى ما كان يعتقد أنه موقع المعمودية.
وعندما وجدوا أدلة على سكن الفترة الرومانية، كان ذلك كافيا لتشجيع إزالة الألغام ومواصلة التنمية. بعد ذلك بوقت قصير، كانت هناك العديد من الحفريات الأثرية بقيادة الدكتور محمد وهيب الذي أعاد اكتشاف الموقع القديم في عام 1997. شهدت فترة التسعينات عمليات الحفريات الأثرية للموقع تليها تدابير الحفظ والترميم الأولية خلال أوائل القرن 21، وأعاد الأردن فتح موقع المغطس بالكامل في عام 2002. وأعقب ذلك الجانب الغربي الذي تديره إسرائيل، والمعروف باسم قصر اليوهود، والذي افتتح للزيارات اليومية في عام 2011 - وقد سُمح بالفعل باحتفالات عيد الغطاس التقليدية منذ عام 1985، ولكن فقط في التواريخ الكاثوليكية والأرثوذكسية المحددة وتحت الإشراف العسكري.

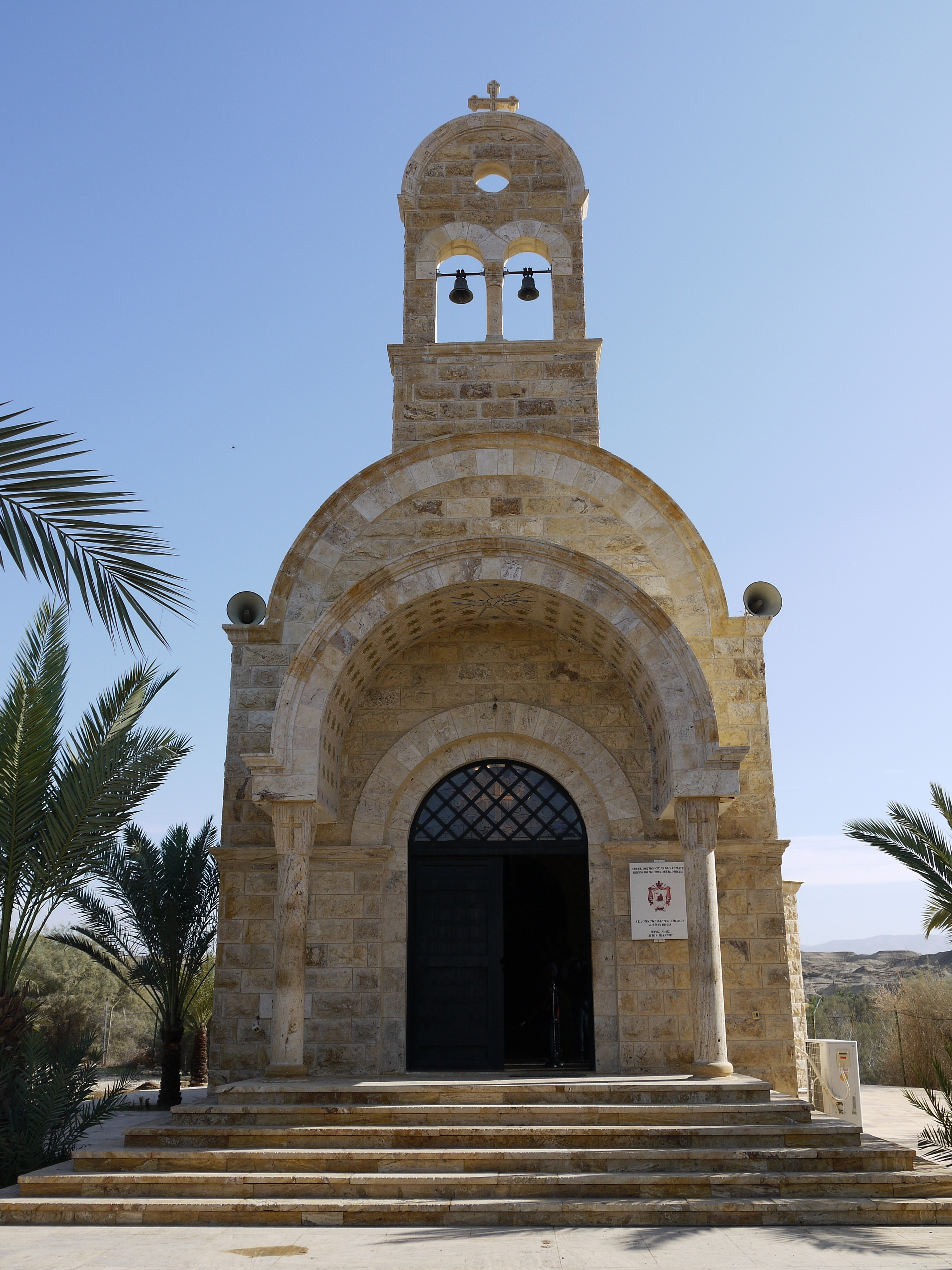
بيت عنيا عبر الأردن.

في عام 2007، تم تصوير فيلم وثائقي بعنوان «معمودية يسوع المسيح - كشف بيثاني وراء الأردن» عن الموقع.
ويجتذب الجانب الغربي اهتماماً سياحياً أكبر من نظيره الأردني، أي نصف مليون زائر مقارنة بنحو عشرة آلاف من الجانب الأردني. وتشير تقديرات أخرى إلى أن العدد 300 ألف في الجانب الفلسطيني المحتل و100 ألف في الجانب الأردني. لوضع ذلك في منظوره الصحيح، فإن ياردنيت لديها أكثر من 400,000 زائر في السنة.
في عام 2000، كان يوحنا بولس الثاني أول بابا يزور الموقع وتلاها زيارات بابوية ودولية كثيرة. في 2002 أحيا المسيحيون معمودية المسيح في الموقع للمرة الأولى منذ إعادة اكتشافه. ومنذ ذلك الحين، احتفل الآلاف من الحجاج المسيحيين من جميع أنحاء العالم سنويًا بعيد الغطاس في موقع المغطس. أيضا في 2002, المغطس فتح موقعه للزيارات اليوميّة ويجذب أنشطة حج وسياحة مستمرة.
في عام 2015، أعلنت اليونسكو موقع المغطس على الضفة الشرقية لنهر الأردن كموقع للتراث العالمي، في حين تم استبعاد قصر اليوهود.

## إدارة الموقع
يتم تشغيل موقع المعمودية (المغطس) من قبل لجنة، وهي مجلس أمناء مستقل يعينه جلالة الملك عبد الله الثاني المعظم. في عام 2017، أفادت المفوضية أن ما يقرب من 81,000 شخص زاروا الموقع في عام 2016، بزيادة قدرها 23٪ عن عام 2015، من قبل معظم السياح الأوروبيين والأمريكيين والعرب.

## موقع تراث عالمي

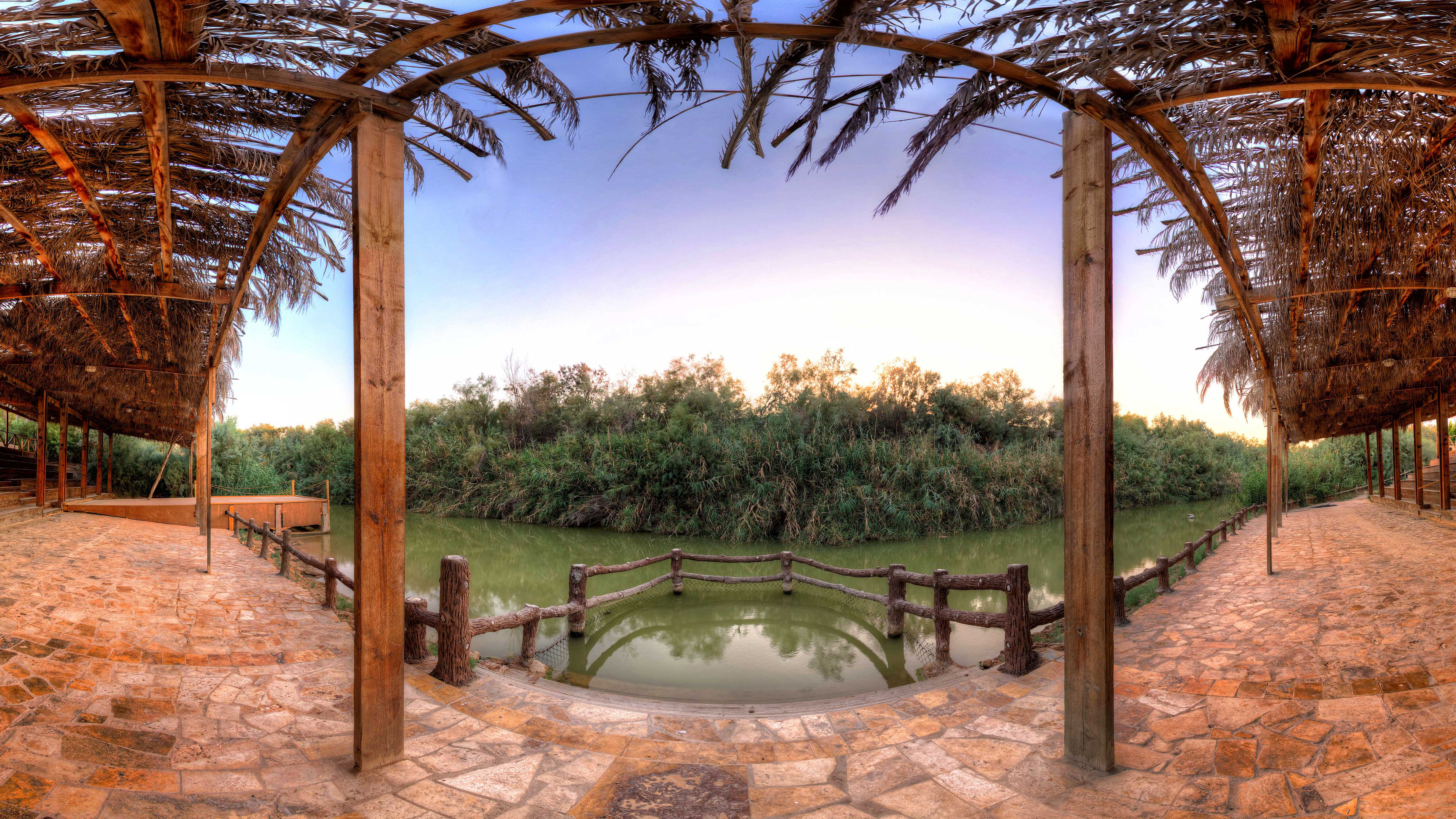

يضم هذا الموقع الأثري، الذي يقع على بُعد تسعة كيلو مترات شمال البحر الميت، منطقتين أثريتين رئيسيتين هما تل الخرار، المعروف باسم «تلة مار إلياس» أو «النبي إيليا»، ومنطقة كنائس «يوحنا المعمدان» قُرب نهر الأردن. وهذا المكان الواقع في وسط منطقة قفرة يُعتبر وفقاً للتقاليد المسيحية الموقع الذي تم فيه تعميد يسوع الناصري على يد يوحنا المعمدان. ويتميز المكان بآثار تعود إلى العصور الرومانية والبيزنطية، كالكنائس والمعابد الصغيرة والأديرة، والكهوف التي كانت تُستخدم كملاجئ للنساك، فضلاً عن البرك المائية المخصصة للتعميد، مما يدل على القيمة الدينية لهذا المكان. كما هذا الموقع يمثل مقصداً للحجاج المسيحيين.
وعليه فقد وافقت لجنة التراث العالمي التابعة لليونسكو بعد ظهر الثالث من تموز (يوليو) 2015 على إدراج هذا الموقع الثقافي على قائمة التراث العالمي تحت مسمى "موقع المعمودية "بيت عنيا عبر الأردن" (المغطس) (الأردن).

## وصلات خارجية
مجموعة صور للمغطس من أرشف المركز الأمريكي للأبحاث الشرقية:
- المغطس
- المغطس (الأردن)